# NGC 5679
NGC 5679 (ook: NGC 5679B) is een spiraalvormig sterrenstelsel in het sterrenbeeld Maagd. Het hemelobject ligt 613 miljoen lichtjaar van de Aarde verwijderd en werd op 12 mei 1793 ontdekt door de Duits-Britse astronoom William Herschel.

## Synoniemen
- IRAS 14326+0534
- UGC 9383
- ZWG 47.110
- MCG 1-37-35
- VV 458
- KCPG 427B
- Arp 274
- PGC 52132